# Oakham
Oakham är en stad och en civil parish i Rutland i England. Orten har 9 975 invånare (2001).
Oakham är huvudort i grevskapet och kommunen Rutland.